# Celsova knihovna
Celsova knihovna (řecky: Βιβλιοθήκη του Κέλσου) je starořímská budova v Efezu, nedaleko moderního města Selçuk, v provincii İzmir v západním Turecku. Budovu začal stavět v roce 110 konzul Tiberius Julius Aquila Polemaeanus jako pomník svého otce Tiberia Julia Celsa Polemaeana, bývalého prokonzula římské provincie Asie. Dokončena byla kolem roku 135. Celsus je pohřben v kryptě pod knihovnou ve zdobeném mramorovém sarkofágu, a to přesto, že v římské kultuře bylo pohřbení v knihovně, ba dokonce i jen v městských hranicích, značně neobvyklé. Nápis na budově zaznamenává, že Celsus zanechal velké dědictví ve výši 25 000 denárů na zakoupení svitků. Z knihovny zbyly ruiny, přesto je velmi ceněna, neboť je jedním z mála zbývajících příkladů velkých knihoven starověkého světa. Byla to třetí největší knihovna v řecko-římském světě za knihovnou v Alexandrii a Pergamu, z nichž však nezbylo nic. Odhaduje se, že knihovna měla kapacitu až šestnáct tisíc svitků, a že v ní reálně mohlo být dvanáct tisíc svitků. Původní stavba zaujímala asi 180 metrů čtverečních. Interiér knihovny a její obsah byly zničeny při požáru, který byl důsledkem zemětřesení nebo invaze Gótů v roce 262. Fasáda pak byla poničena při zemětřesení v 10. nebo 11. století. Po staletí ležela knihovna v troskách, až v letech 1970 až 1978 archeologové pod vedením Rakušana Volkera Michaela Strocka znovu postavili část fasády. Od té doby je jedním z nejslavnějších symbolů starověkého světa v Turecku, byla vyobrazena na rubu turecké bankovky v hodnotě 20 milionů lir z let 2001–2005 a bankovky v hodnotě 20 nových lir z let 2005–2009.